# Condado de Fairfield (Connecticut)
El condado de Fairfield (en inglés: Fairfield County), fundado en 1666, es un condado del estado estadounidense de Connecticut. Según el censo realizado en el año 2000 la población de este estado era de 882 567 y la población estimada en 2005 era de 902 775. En este condado se encuentra la ciudad homónima de Fairfield.

## Geografía
Según la Oficina del Censo, el condado tiene un área total de 2168 km² (837,1 mi²), de la cual 1621 km² (625,9 mi²) es tierra y 546 km² (210,8 mi²) (25.23%) es agua.

### Condados adyacentes
- Condado de Litchfield (norte)
- Condado de New Haven (este)
- Condado de Westchester (Nueva York) (suroeste)
- Condado de Putnam (Nueva York) (oeste)
- Condado de Dutchess (Nueva York) (noroeste)

## Demografía
Según el censo de 2000, habían 882 567 personas, 324 232 hogares y 228 259 familias residiendo en la localidad. La densidad de población era de 545 hab./km². Había 339 466 viviendas con una densidad media de 209 viviendas/km². El 79.31% de los habitantes eran blancos, el 10.01% afroamericanos, el 0.20% amerindios, el 3.25% asiáticos, el 0.04% isleños del Pacífico, el 4.70% de otras razas y el 2.49% pertenecía a dos o más razas. El 11.88% de la población eran hispanos o latinos de cualquier raza.
En el 2000 la renta per cápita promedia del condado era de $65 249, y el ingreso promedio para una familia era de $77 690. En 2000 los hombres tenían un ingreso per cápita de $51 996 versus $37 108 para las mujeres. El ingreso per cápita para el condado era de $38 350 y el 6.90% de la población estaba bajo el umbral de pobreza nacional.

## Localidades

### Ciudades
Bridgeport | 
Danbury | 
Norwalk | 
Shelton | 
Stamford 

### Pueblos
Bethel | 
Brookfield | 
Darien | 
Easton | 
Fairfield | 
Greenwich | 
Monroe | 
New Canaan | 
New Fairfield | 
Newtown | 
Redding | 
Ridgefield | 
Sherman | 
Stratford | 
Trumbull | 
Weston | 
Westport | 
Wilton 

### Boroughs
Newtown 

### Lugares designados por el censo
Bethel | 
Byram | 
Cannondale | 
Cos Cob | 
Darien |
Georgetown | 
Greenwich |
Glenville | 
Old Greenwich | 
Pemberwick |
Ridgefield |
Riverside | 
Stratford |
Southport | 
Trumbull |
Westport | 
Wilton Center 

### Áreas no incorporadas
Aspetuck | 
Botsford | 
Black Rock | 
Branchville | 
Compo | 
Cranbury | 
East Norwalk | 
Glenbrook | 
Greenfield Hill | 
Greens Farms | 
Hattertown | 
Hawleyville | 
Huntington Center | 
Long Ridge | 
Lordship | 
Mianus | 
Round Hill | 
Rowayton | 
Sandy Hook | 
Silvermine | 
South Norwalk | 
Stepney | 
Springdale 